# Khalifa Sall
Pour les articles homonymes, voir Sall.
Khalifa Sall, né le 1er janvier 1956 à Louga (Sénégal), est un homme politique sénégalais, membre du Parti socialiste, plusieurs fois ministre sous la présidence d'Abdou Diouf, maire de Dakar de 2009 à 2018.

## Biographie

### Origines et études
Khalifa Ababacar Sall naît à Louga de parents commerçants. Il a grandi à Dakar dans le quartier de Grand Yoff. Il a fréquenté l'école primaire Mor Fall. Il poursuit ses études au Lycée Blaise Diagne où il obtient son baccalauréat. Il s'inscrit à la faculté des lettres au département d’Histoire et de Géographie à l'université Cheikh-Anta-Diop.
Entre-temps, il a enseigné comme professeur d’Histoire-Géographie dans un collège[Lequel ?] de 1981 et 1982. En 1983, il obtient une Maitrise d'histoire, puis une Maitrise en droit constitutionnel en 1987.

### Évolution dans la société
Marqué par les manifestations ouvrières, étudiantes et lycéennes de mai 1968 au Sénégal, il embrasse très tôt la politique, et se rallie à l'Union progressiste sénégalaise (UPS) au pouvoir, ancêtre du Parti socialiste.
En 1969, à l’âge de 12 ans, il devient membre de l'Union des jeunes progressiste sénégalais (UPS), devenu plus tard le Parti socialiste. La réforme du parti est intervenue en 1982, qui passe du directoire national au bureau national des jeunes socialistes, ce qui profite à Khalifa Sall dont le patron Amadou Cire Diallo ne peut plus exercer la fonction.
En 1983, c’est à Kolda qu’il est nommé à la tête des jeunes socialistes, ce dernier qu’il dirige jusqu’au congrès en 1996. Il engage un combat pour leur indépendance afin d’intégrer les jeunes dans le bureau politique du parti socialiste. Il était alors encore membre du comité central. Par la suite, il est devenu le secrétaire général de la 3e coordination de Dakar, l’Union régionale des jeunesses socialiste du Cap vert.
En juin 1993, il est nommé ministre délégué auprès du premier ministre. En 1996, il devient secrétaire national à l’élection du parti socialiste. Au congrès de 2007, il est secrétaire national a la vie politique.

## Carrière politique
En 1983, à la faveur des élections générales, il devient député à l’Assemblée nationale, l’un des plus jeunes de cette législature marquée par la présence de plus en plus imposante de l’opposition dirigée par Abdoulaye Wade.

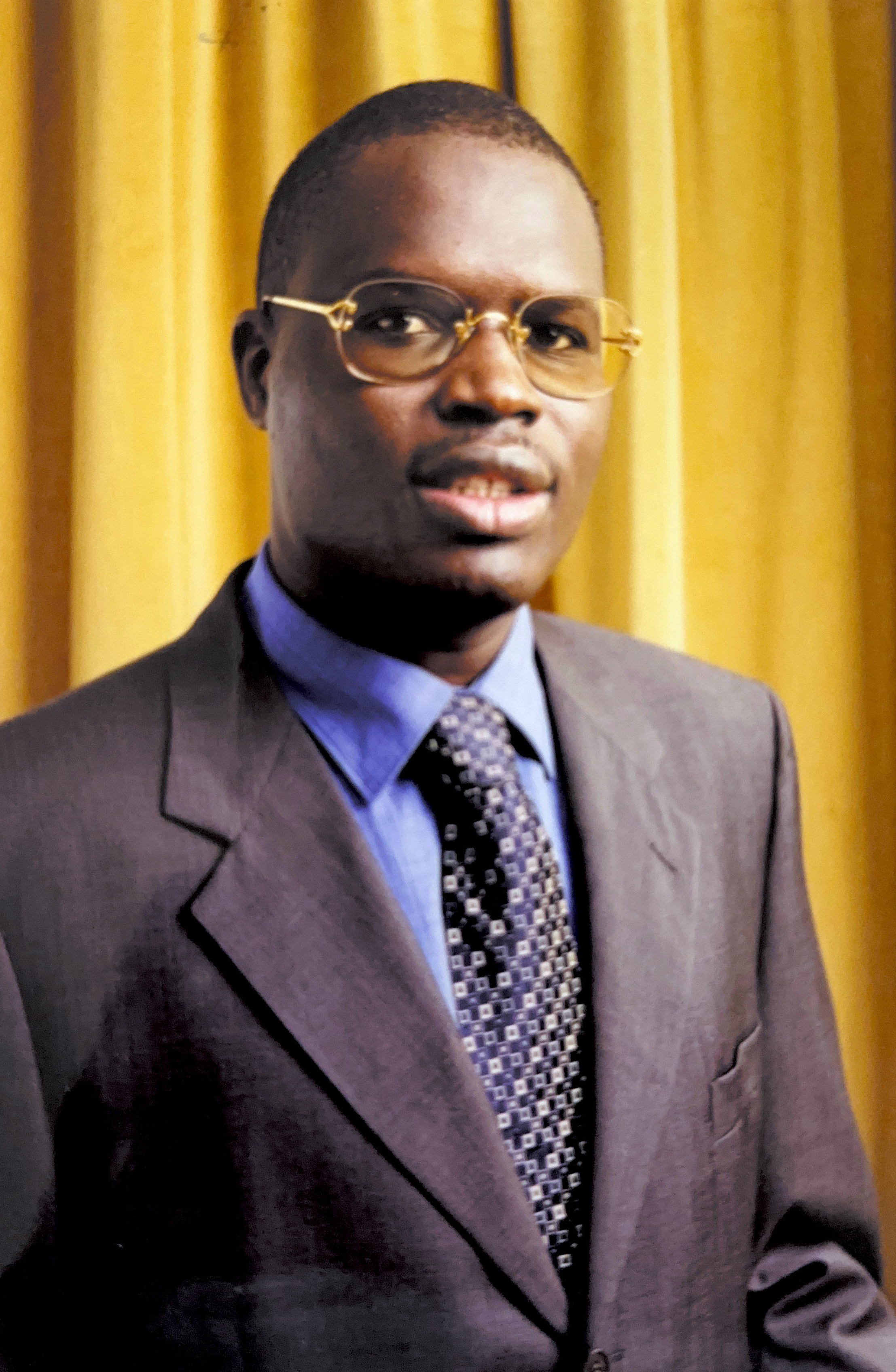

C’est parce que Khalifa Sall a hérité, entre-temps, du très stratégique poste de secrétaire national des Jeunesses socialistes, conduit à l’époque par Djibo Leïty Kâ en tant que chargé de l’encadrement des jeunes, avec des membres comme Gorgui Sène, Boubacar Thioube et Babacar Sadikh Seck.
De 1984 à 2001, il est adjoint au maire de Dakar, Mamadou Diop. En parallèle, il reste député jusqu’en 1993 comme membre du bureau, année au cours de laquelle il entre au gouvernement comme ministre délégué auprès du premier ministre chargé des relations avec les Assemblées en succédant à ce poste à Coumba Ndoffène Bouna Diouf.
Il occupera ce poste jusqu’en 1998 et devient alors ministre du commerce et de l'artisanat du dernier gouvernement du président Abdou Diouf dirigé par Mamadou Lamine Loum, son conseiller « économie et finances » à la mairie de Dakar.
Il est le premier maire de la nouvelle commune d’arrondissement de Grand Yoff, de 1996 à 2000.
Après l’alternance politique, intervenue en mars 2000, au Sénégal, Khalifa Sall met son expérience et son expertise, au service de plusieurs pays de la sous-région africaine, notamment, sur des questions électorales, renforcement des capacités et prérogatives des parlements. C’est ainsi qu’il a été membre actif du Dialogue inter congolais et représente au niveau africain du Réseau parlementaire, sur la Banque mondiale et l’Association des Parlementaires Européens, pour l’Afrique.

### Élections municipales de Dakar de 2009

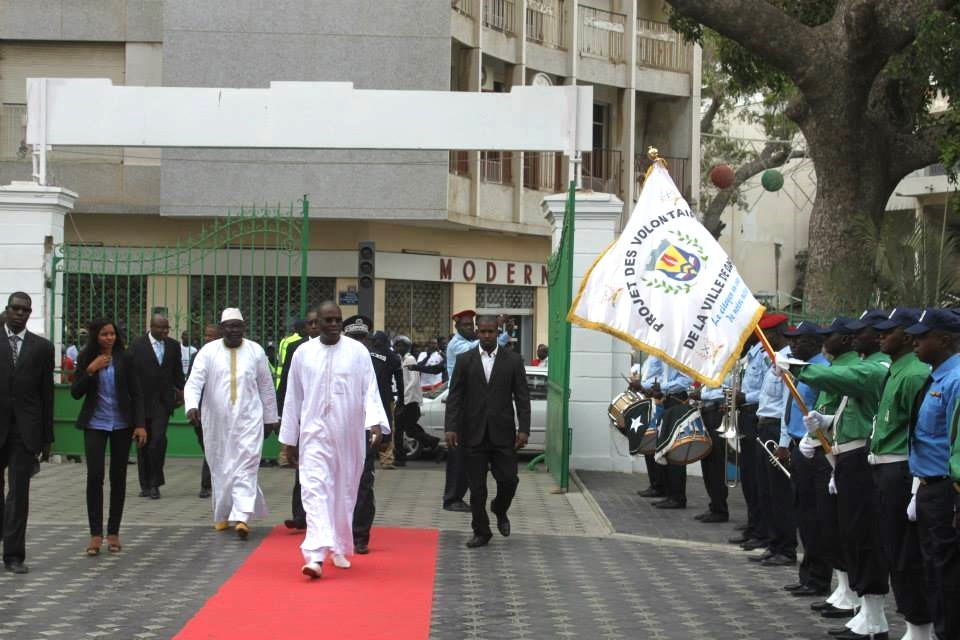
Khalifa Ababacar Sall, maire de Dakar.

Le 18 avril 2009, Khalifa Sall est ainsi élu maire de Dakar. S’inspirant des conclusions des Assises Nationales prônant une gestion inclusive et participative, il fait de la transparence son cheval de bataille, déclinée autour de deux axes majeurs :  la bonne gouvernance avec l’objectif d’un service public municipal de qualité rendu aux citoyens suivant les standards les plus élevés de la transparence ; et la démocratie participative au moyen de nouvelles dynamiques inclusives afin de créer des cadres de mobilisation d’une citoyenneté active et vigilante. « Chacun de nous peut assumer le bilan de l’équipe. Le maire à lui seul ne peut rien faire. La gestion est inclusive. Je ne suis qu’un animateur, je ne suis même pas le dirigeant» dit-il.
Démarche inédite et une première au Sénégal, le maire a ainsi publié sa déclaration de patrimoine devant un jury d’honneur composé, entre autres, des figures emblématiques que sont Amadou Makhtar Mbow, Cheikh Hamidou Kane, Mouhamadou Mbodj du Forum civil. L’autre empreinte de transparence a été l’ouverture au public des délibérations du Conseil municipal.
Son action se construit autour de projets structurants : la réhabilitation d’un cadre éducatif sain pour les plus jeunes, le redressement des plateaux techniques de structures sanitaires et leur extension, la mise en place d’un cadre social pour les moins nantis, la construction d’infrastructures et la valorisation du cadre de vie et la création de pôles culturels destinés à la formation et production d’art. Il a également fait montre d’un courage exceptionnel dans le recasement des ambulants. Sous son magistère, la ville de Dakar accueille avec fort succès le sommet Africités en 2012.
Il a également participé à plusieurs missions d’observations de l’Union africaine, sur les élections en Afrique. Il a été le secrétaire général de l’AIMF (Association internationale des maires francophones) et le président de Cités et gouvernements locaux unis d’Afrique (CGLUA).
Khalifa Sall a également des fonctions à l’échelle internationale depuis 2014, il est le secrétaire général de l’association des maires francophones, de plus il fut élu président de Citi alliance en 2016. Selon Khalifa Sall les « cités doivent devenir maire de leurs destins » repris par l’agence de presse sénégalaise, Khalifa Sall invite les populations à prendre leur destin en main.
Il devient citoyen d’honneur de la ville de Montréal, sous la mandature de Denis Coderre. 

### Élections municipales de Dakar de 2014
Khalifa Sall est réélu maire de Dakar, battant Aminata Touré — alors Première ministre — dans la localité de Grand Yoff. Khalifa Sall dirige la coalition Taxawu Dakar, qui gagne 15 des 19 communes de Dakar.

### Haut conseil des collectivités territoriales
En septembre 2016, le mouvement de Khalifa Sall remporte l'élection du haut conseil des collectivités territoriales de Dakar.

### Arrestation et inculpation
La nuit du 7 au 8 mars 2017, Khalifa Sall est placé en détention avec cinq de ses collaborateurs pour détournement de fonds publics. Cette arrestation fait suite à la conférence de presse du 3 mars 2017, au cours de laquelle le procureur Serigne Barissou Guèye avait annoncé qu'une information judiciaire allait être ouverte contre Khalifa Sall : un rapport de l'Inspection générale d’État (IGE) fait état d'un détournement d'un montant d'1,83 milliard de francs CFA qui auraient été « pris des caisses » de la ville de Dakar « sans justification ».
L'arrestation de Khalifa Sall provoque l'émoi de ses soutiens. Plusieurs incidents prennent place à Grand Yoff en signe de protestation.
L'instruction est close au début du mois d'avril, moins d'un mois après son ouverture. Khalifa Sall est inculpé pour : association de malfaiteurs, complicité de faux et usage de faux en écritures privées de commerce, faux et usage de faux dans des documents administratifs, détournement et escroquerie aux deniers publics et blanchiment de capitaux.
Face aux allégations de la défense, qui pense que « l’objectif est de juger Khalifa Sall et de le condamner au plus vite afin de le rendre inéligible avant les législatives », le pouvoir sénégalais se défend de toute instrumentalisation judiciaire.

#### Caisse d'avance
L'ensemble des charges retenues contre Khalifa Sall et ses collaborateurs sont liées à la caisse d'avance de la ville de Dakar. Cette caisse d'avance doit servir à couvrir des dépenses urgentes. Pendant des années, cette caisse d'avance aurait servi de « fonds politiques » à « la disposition discrétionnaire des élus ». Des fonctionnaires se seraient ensuite chargés de créer des faux documents comptables - comme des faux procès-verbaux accusant la réception et le paiement de riz et de mil, afin de régulariser la situation d'un point de vue comptable. La défense de Khalifa Sall a reconnu la signature de 110 fausses factures par Khalifa Sall mais avance qu'il s'agit d'une pratique comptable ancienne dont il a hérité.

### Élections législatives dejuillet 2017
Bien que le parti socialiste soit membre de la coalition autour du président Macky Sall, Khalifa Sall est en dissidence dans son parti et au sein de la majorité. Comme annoncé, il présente sa propre liste de candidats d’opposition aux législatives du 30 juillet 2017 Taxawu Senegaal (en). Malgré sa détention, Khalifa Sall est élu député.

### Levée de l'immunité parlementaire
En octobre 2017, le Parquet de Dakar demande à l'assemblée nationale de lever l'immunité parlementaire de Khalifa Sall. Élu député le 30 juillet 2017, Khalifa Sall pouvait en effet en théorie se prévaloir de l'immunité. La demande du parquet surprend car en août 2017, ce même parquet avait refusé la mise en liberté de Khalifa Sall, arguant que Khalifa Sall ne pouvait se prévaloir d'une immunité parlementaire de député car celle-ci n'avait été acquise que quatre mois après son arrestation.
Le 25 novembre 2017, l'Assemblée nationale du Sénégal lève l'immunité parlementaire de Khalifa Sall, avec 125 voix pour et 25 voix contre.
En décembre 2017, les avocats de Khalifa Sall ont déposé une demande de libération provisoire sous cautionnement, devant le doyen des juges d'instruction du tribunal de Dakar.

### Procès

#### Réquisitoire
Le procès de Khalifa Sall se termine le 23 février 2018. Le procureur requiert sept ans de prison ferme et une amende de 5,49 milliards de francs CFA (l'équivalent de 8,37 millions d'Euros) contre Khalifa Sall et Mbaye Touré, le directeur administratif et financier de la ville de Dakar.

#### Verdict
Le verdict est rendu le 30 mars 2018. Khalifa Sall écope d'une peine de prison de cinq ans. Cette condamnation pourrait priver Khalifa Sall de ses droits civiques et l'empêcher de se présenter à l'élection présidentielle de février 2019. Le procès reprend en juillet 2018, afin de traiter la demande de libération formulée par les avocats de Khalifa Sall et également décider comment intégrer dans la procédure l'arrêt de la cour de la Cédéao, arrêt qui indique que le maire n'a pas eu le droit à un procès équitable et qui provoque de vives tensions au sein de la classe politique sénégalaise.
Le 30 août 2018, la Cour d'appel confirme la culpabilité ainsi que la condamnation à cinq ans de prison. Le lendemain, le président Macky Sall révoque Khalifa Sall de ses fonctions de maire de Dakar par décret présidentiel.
En janvier 2019, sa condamnation à cinq ans de prison est confirmée par la Cour suprême, et il dépose à la suite de cela son dernier recours. Il est également radié de son poste de député.

#### Khalifa Sall retrouve ses droits politiques
Le 29 septembre 2019, il est gracié par le président Macky Sall.
Il recouvrait ainsi la liberté après plus de deux ans de détention, dans l'affaire dite «caisse d'avance» de la mairie de Dakar. « Une remise totale des peines principales est accordée au condamné », énonce le décret présidentiel. Cette grâce ne concerne toutefois que la peine de prison. Élu député aux élections législatives en 2017, Khalifa Sall n'avait pas pu siéger. Il avait également vu sa candidature à l'élection présidentielle de 2019 rejetée par la justice, à cause de sa condamnation judiciaire. Il n’a pas non plus pu prendre part aux élections locales puis législatives de 2022. C’est avec le texte portant réforme du code électoral en ses articles L 28 et L 29, adopté à l’Assemblée nationale, samedi 5 août, par 124 voix pour, 1 contre et 0 abstention que Khalifa Sall renoue avec ses droits politiques.
En effet, ce texte permet à une personne condamnée et ayant bénéficié ensuite d’une amnistie ou d’une grâce ce qui est le cas de Khalifa Sall de figurer sur les listes électorales et donc de se présenter aux élections. Le texte a été promulgué et publié au journal officiel le 18 août 2023. Khalifa Sall, ancien maire de Dakar est donc parmi les principaux candidats à la présidentielle de février 2024.

### Mise en cause de l'indépendance de la justice
Le rapport d'Amnesty International 2017-2018 est paru le 22 février 2018. Concernant le Sénégal, Amnesty International dénonce un « acharnement contre un adversaire politique » dans le cas de la procédure judiciaire à l'encontre de Khalifa Sall et décrit comme « politique » l'affaire de la caisse d'avance de la ville de Dakar. Seydi Gassama, directeur exécutif d'Amnesty Sénégal a expliqué à la presse que cette affaire « amène à s'interroger sur l'indépendance de la justice » au Sénégal. Amnesty International s'étonne du fait que les procédures pour faits présumés de corruption ou de détournement de deniers publics ne touchent que « des leaders de l'opposition » alors qu'« aucune suite n'est donnée aux rapports des corps de contrôle de l’État concernant la gestion des personnalités proches du pouvoir ».

### Candidature avortée à l'élection présidentielle de 2019
Le 26 juillet 2018, il annonce, par une déclaration écrite rédigée depuis sa cellule de la prison de Rebeuss (Dakar), être candidat à l'élection présidentielle de février 2019. Khalifa Sall, bien qu’en détention, était parvenu à recueillir le nombre nécessaire de parrainages, environ 52 000 signatures, dans au moins sept régions (sur quatorze).
En janvier 2019, sa candidature à la présidentielle est rejetée par le Conseil constitutionnel du fait de sa condamnation pour « escroquerie portant sur les deniers publics ». Ne parvenant pas à faire reporter la date du scrutin, il décide d'apporter son soutien au leader du mouvement Rewmi, Idrissa Seck.

### Khalifa Ababacar Sall, concepteur de la coalition Yewwi Askan Wi.
Khalifa Ababacar Sall a fortement contribué à la mise sur pied de la coalition politique de l’opposition dénommée Yewwi Askan Wi (Yaw) (Délivrer le peuple), en vue des élections locales, législatives de 2022 et plus tard pour la présidentielle de 2024. Cette coalition est parvenue, en moins de deux ans d’existence, a quasiment imposer la cohabitation au pouvoir en place. En effet, après avoir remporté les élections locales dans la plupart des grandes villes du pays : Dakar, Ziguinchor, Rufisque, Guédiawaye entre autres, l’inter-coalition Yewi Wallu se retrouve avec quasiment 80 députés sur une assemblée de165 élus.
Les listes de l’opposition étaient dirigées à Dakar par Barthélemy Dias, proche de l’ancien maire
Khalifa Ababacar Sall. La dimension symbolique d’une victoire dans la capitale où vivent 20% de la population est considérée souvent comme « un marchepied pour la Présidence ».
Dans la charte de cette coalition, il est en outre clairement indiqué que les membres iront ensemble aux élections locales, puis législatives. À la présidentielle, chaque formation aura la latitude de candidater et le mieux placer sera soutenu par les autres membres de la coalition, au second tour du scrutin.

### Candidature à l'élection présidentielle de 2024 et projet de société

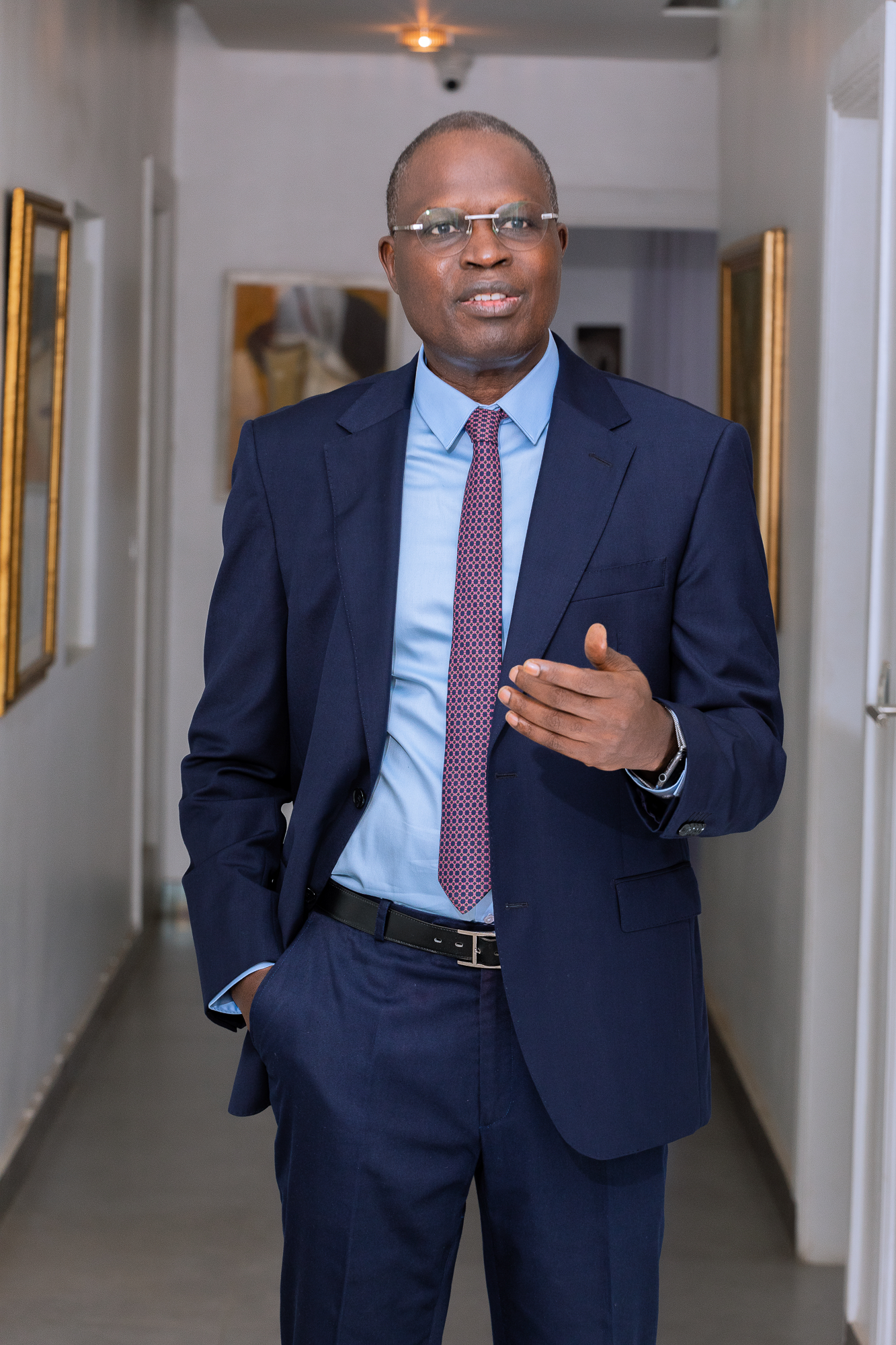
Khalifa Sall, candidat à l'élection présidentielle de 2024 au Sénégal.

Khalifa Sall figure sur la liste des 20 candidats à l'élection présidentielle de 2024 publiée par le Conseil constitutionnel.